# Лайм (тауншип, Миннесота)
Лайм (англ. Lime) — тауншип в округе Блу-Эрт, Миннесота, США. На 2000 год его население составило 1314 человек.

## География
По данным Бюро переписи населения США площадь тауншипа составляет 44,1 км², из которых 41,4 км² занимает суша, а 2,7 км² — вода (6,05 %).

## Демография
По данным переписи населения 2000 года здесь находились 1 314 человек, 498 домохозяйств и 379 семей.  Плотность населения —  31,7 чел./км².  На территории тауншипа расположено 511 построек со средней плотностью 12,3 построек на один квадратный километр. Расовый состав населения: 97,87 % белых, 0,23 % афроамериканцев, 0,38 % коренных американцев, 0,30 % азиатов, 0,68 % — других рас США и 0,53 % приходится на две или более других рас. Испанцы или латиноамериканцы любой расы составляли 1,29 % от популяции тауншипа.
Из 498 домохозяйств в 34,1 % воспитывались дети до 18 лет, в 65,7 % проживали супружеские пары, в 6,0 % проживали незамужние женщины и в 23,7 % домохозяйств проживали несемейные люди. 18,1 % домохозяйств состояли из одного человека, при том 4,2 % из — одиноких пожилых людей старше 65 лет. Средний размер домохозяйства — 2,64, а семьи — 2,97 человека.
25,2 % населения младше 18 лет, 9,9 % в возрасте от 18 до 24 лет, 27,0 % от 25 до 44, 29,5 % от 45 до 64 и 8,4 % старше 65 лет. Средний возраст — 37 лет. На каждые 100 женщин приходилось 97,0 мужчин.  На каждые 100 женщин старше 18 приходилось 105,2 мужчин.
Средний годовой доход домохозяйства составлял 49 412 долларов, а средний годовой доход семьи —  57 250 долларов. Средний доход мужчин —  35 625  долларов, в то время как у женщин — 24 333. Доход на душу населения составил 26 615 долларов. За чертой бедности находились 1,1 % семей и 2,1 % всего населения тауншипа, из которых 2,0 % младше 18 лет.